# Aloe orlandi
Aloe orlandi ist eine Pflanzenart der Gattung der Aloen in der Unterfamilie der Affodillgewächse (Asphodeloideae). Das Artepitheton orlandi ehrt Giuseppe Orlando, der 2003 die Pflanzen in Somaliland sammelte.

## Beschreibung

### Vegetative Merkmale
Aloe orlandi wächst stammlos, verzweigt und bildet kleine Klumpen. Die Wurzeln sind fleischig und bis zu 10 Millimeter dick. Triebe, Blätter und der gesamte Blütenstand sind stark flaumhaarig. Die vier bis neun deltoid-zugespitzten Laubblätter sind aufrecht-ausgebreitet, besitzen zurückgebogene Spitzen und bilden Rosetten. Ihre bläulich grüne Blattspreite ist 6 bis 9 Zentimeter lang und 3,5 Zentimeter breit. Bei intensiver Sonneneinstrahlung wird sie purpurfarben. Die Blätter sind mit unregelmäßig angeordneten weißlichen Flecken bedeckt. Die weißen, knorpeligen Zähne am Blattrand sind 1 Millimeter lang und stehen 3 bis 4 Millimeter voneinander entfernt. 

### Blütenstände und Blüten
Der einfache Blütenstand erreicht eine Länge von 35 Zentimeter. Die lockeren, zylindrischen Trauben sind bis zu 17 Zentimeter lang und bestehen aus bis zu 40 Blüten. Die weißen Brakteen weisen eine Länge von 6 bis 7 Millimeter auf. Die zylindrischen, grünlich gelben bis gelblich weißen Blüten sind häufig an ihrer Basis rosafarben überhaucht. Sie stehen an 5 bis 7 Millimeter langen, horizontal ausgebreiteten Blütenstielen. Die Blüten sind 15 Millimeter lang. Auf Höhe des Fruchtknotens weisen die Blüten einen Durchmesser von 5 Millimeter auf. Ihre äußeren Perigonblätter sind auf einer Länge von 4 bis 5 Millimetern nicht miteinander verwachsen. Die Staubblätter und der Griffel ragen 4 bis 5 Millimeter aus der Blüte heraus.

## Systematik und Verbreitung
Aloe orlandi ist in Somalia in der Region Sanaag auf trockenen, steinigen Ebenen in einer Höhe von 1740 Metern verbreitet. Die Art ist nur vom Typusfundort bekannt.
Die Erstbeschreibung durch John Jacob Lavranos wurde 2006 veröffentlicht.

## Nachweise